# Szemenye
Szemenye é um município da Hungria, situado no condado de Vas. Tem 11,8 km² de área e sua população em 2015 foi estimada em 320 habitantes.